# كاسيك سيلفا
كاسيك سيلفا (الاسم العلمي: Cacicus koepckeae) (بالإنجليزية: Selva Cacique)‏ هو نوع من الطيور يتبع جنس الكاسيك من فصيلة الصفراويات.